# Rue Jean-Lecanuet
La rue Jean-Lecanuet est une rue de Rouen qui relie la place du Général-de-Gaulle à la place Cauchoise. Longue de 900 mètres, elle est l'une des artères principales du centre-ville.

## Situation et accès
Elle mène de la place Cauchoise à l'hôtel de ville.
Rues adjacentes
- Rue de Fontenelle
- Rue de Lemery
- Rue Saint-Patrice
- Rue Porte-aux-Rats
- Rue des Champs-Maillets
- Rue Étoupée
- Rue Dinanderie
- Rue du Sacre
- Rue Jeanne-d'Arc
- Rue des Basnages
- Allée Eugène-Delacroix
- Esplanade Marcel-Duchamp
- Rue de l'Écureuil
- Tunnel Saint-Herbland
- Rue Jacques-Villon
- Rue de l'École
- Rue Charles-Lenepveu
- Rue Beauvoisine
- Rue des Arsins
- Rue de la Cigogne

## Origine du nom

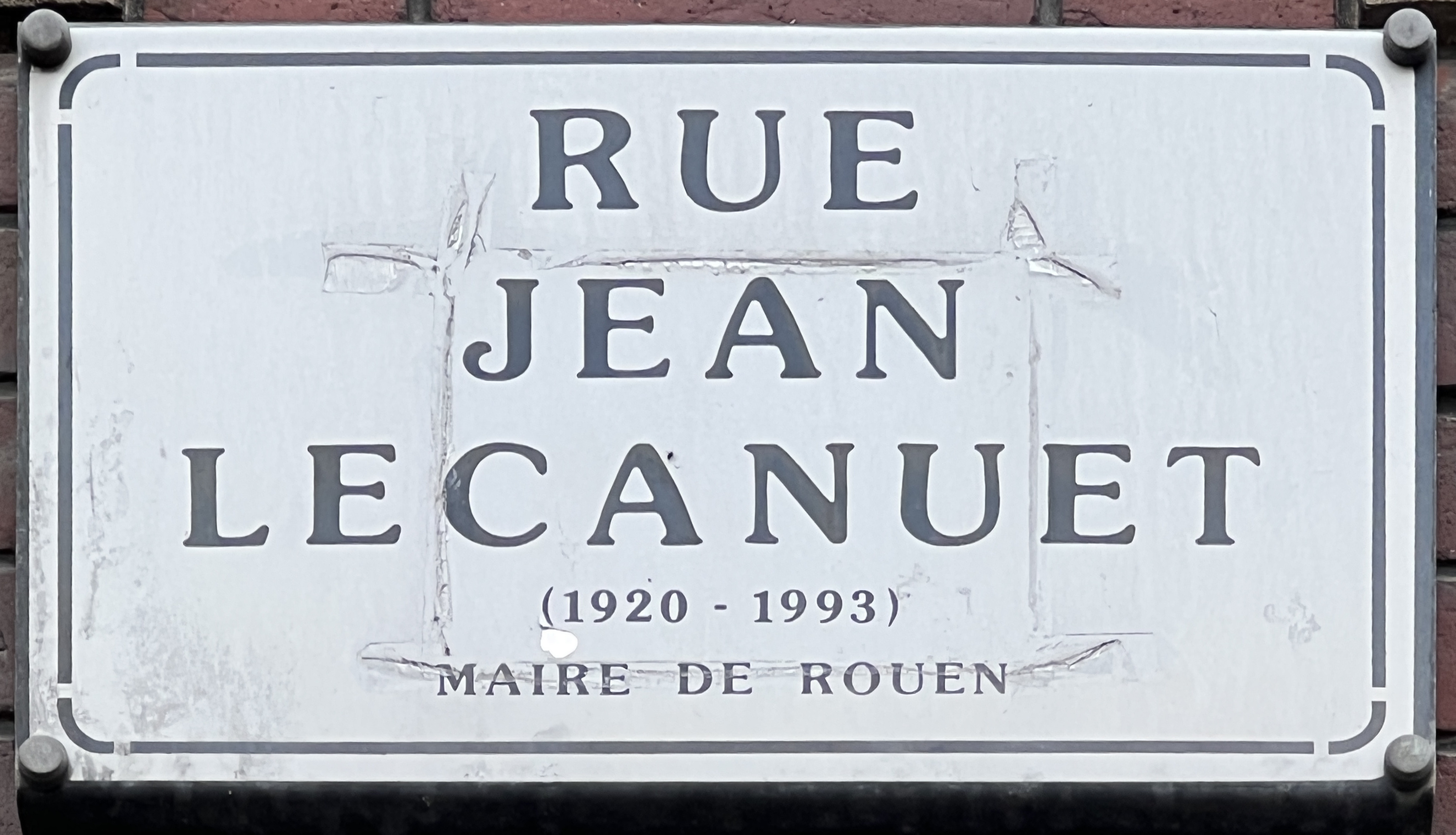
Plaque de rue.

Cette voie porte le nom de l'ancien ministre et maire de Rouen Jean Lecanuet (1920-1993), personnage éminent du centrisme et de la vie politique locale.

## Historique
Cette voie ancienne de Rouen, ouverte entre 1860 et 1865, a été dénommée initialement « rue de l'Hôtel-de-Ville » car elle y menait, puis elle a pris en 1878 le nom de rue Thiers, du nom de l'homme politique Adolphe Thiers. 
Elle est renommée rue Jean-Lecanuet par décision du conseil municipal en juillet 1993, quelques mois après la mort de l'ancien maire de Rouen.

## Bâtiments remarquables et lieux de mémoire
Numéros pairs :

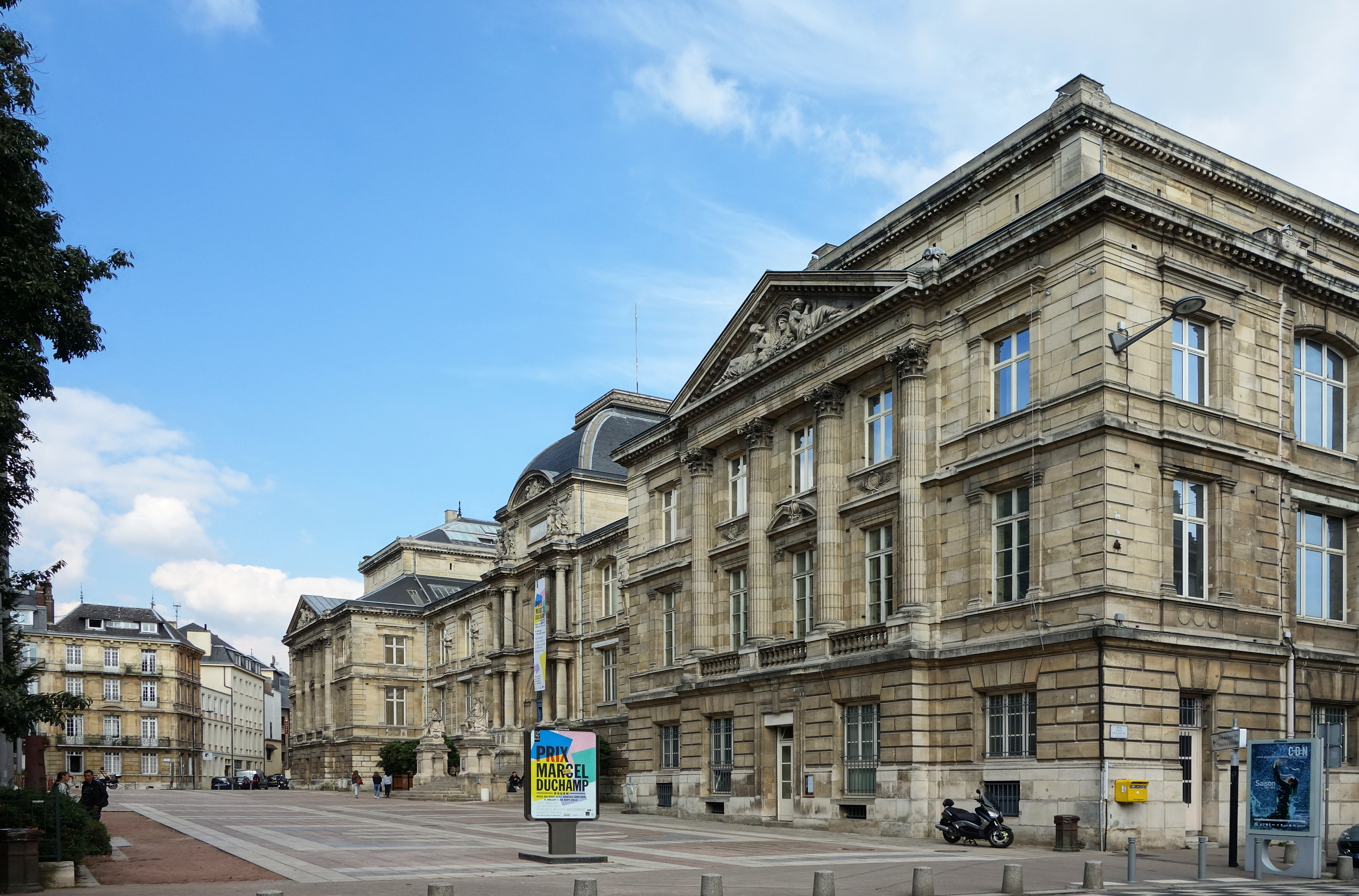
Le musée des Beaux-Arts.

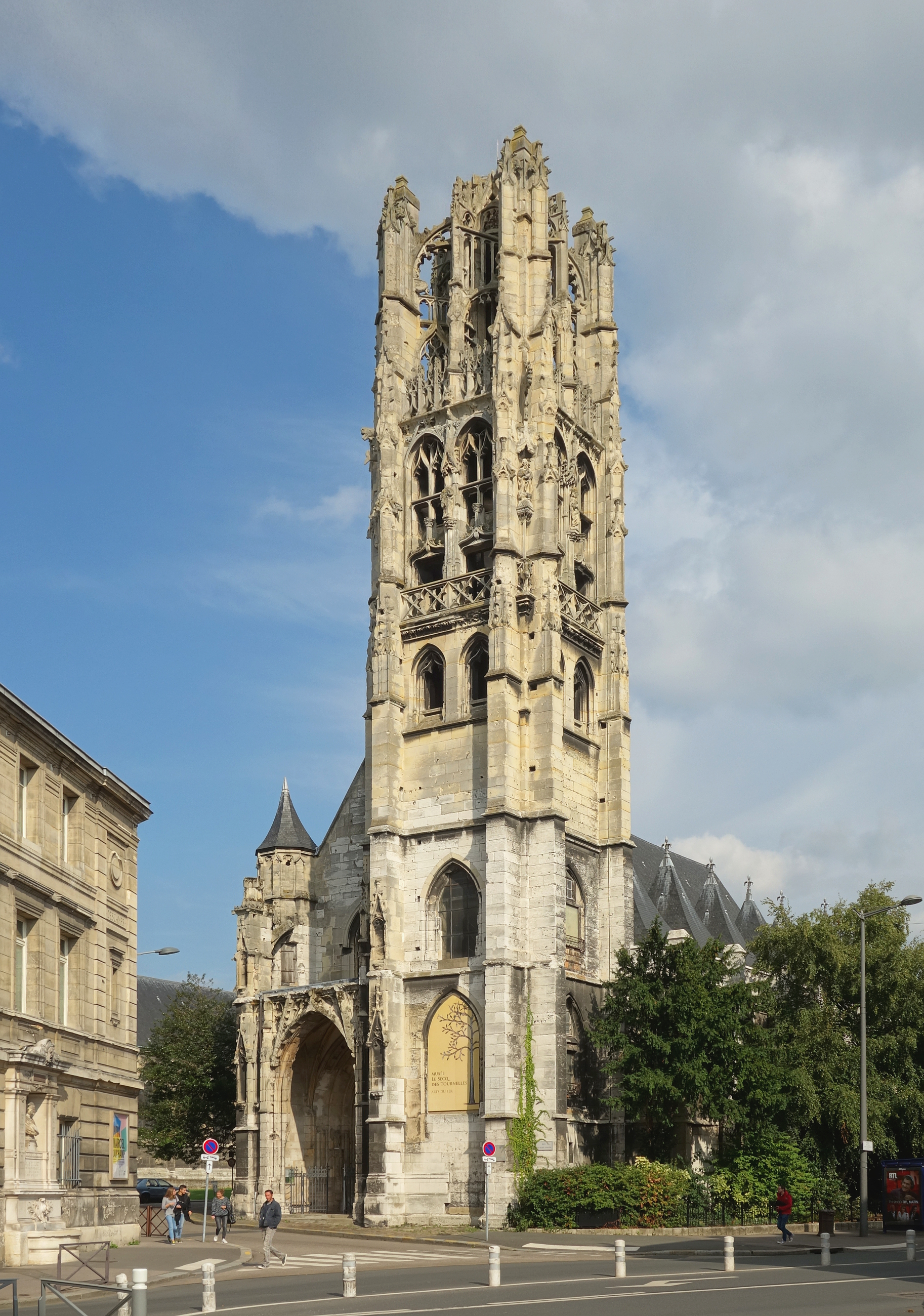
L'église Saint-Laurent.

- no 14 bis : immeuble[2] dû à l'architecte Antoine Fourez[3] (1867).
- no 22 : immeuble Art déco[4], portail en ferronnerie remarquable. Pierre Le Verdier a habité à cette adresse.
- no 24 : immeuble[5].
- no 26 : Georges Lauret (1904-1996) y a habité.
- Musée Le Secq des Tournelles.
- Bibliothèque Jacques-Villon.
- no 26 bis : Musée des Beaux-Arts.
- Square Verdrel.
- no 42 bis : Pierre Chirol et Élisabeth Chirol y ont habité.
- no 46 : Gaston Veyssière (1875-1948) y a habité.
- no 48 : Guy Lessertisseur (1927-2013) y est né.

Numéros impairs
- no 21 : Gabriel Benoist (1891-1964) y a habité.
- no 25 bis : Gaston Le Breton (1845-1920) y a habité.
- no 29 : Pierre Le Trividic y a habité.
- no 41 : Jean Lecanuet y a habité.
- no 45 : immeuble[6] des années 1861-1862.
- no 47 bis : le sculpteur Maxime Adam-Tessier (1920-2000) y est né.
- no 61 : immeuble[7] des années 1860.
- no 79 : Raymond Quenedey (1868-1938) y a habité.